# 橋本広美
橋本 広美（はしもと ひろみ、1970年12月22日 - ）は、兵庫県豊岡市出身のフリーアナウンサー。

## 来歴
関西大学文学部国文学科を卒業後、1993年に鹿児島放送 (KKB) に入社。同期に同局アナウンサーの田中早苗がいる。
2001年に鹿児島放送を退社し、上京。以後は関東地方を拠点に活動していたが、オフィスキイワード大阪本社に所属してからは近畿地方での活動が主となっている。

## 担当番組

### 鹿児島放送時代
- ふれあい鹿児島
- 漢方相談
- お知らせ宅配便
- 朝だ!生です旅サラダ（朝日放送）[2]

### フリー転向後
特記のないデータは、すべて所属事務所公式プロフィールからの参考。
- 全国童謡歌唱コンクール（BS朝日）
- News Access（BS朝日）
- 県議会リポート（びわ湖放送）
- たうんタウンあまがさき（ベイ・コミュニケーションズ）
- 週刊ひょうご夢情報（サンテレビ）
- 街かどほっとらいん（高槻ケーブルネットワーク）
- 日刊知っとく情報／エキスタ集まれ（吹田ケーブルテレビ）
- 首長が語る〜わがまち輝きメッセージ〜（テレビ和歌山）